# Acanthaster
Acanthaster är ett släkte av sjöstjärnor. Acanthaster ingår i familjen Acanthasteridae.
Acanthaster är enda släktet i familjen Acanthasteridae.
Kladogram enligt Catalogue of Life:
| Acanthaster | \| \| Acanthaster brevispinus \| \| \| \| \| \| Acanthaster planci \| \| \| \| |
|             | \| \| Acanthaster brevispinus \| \| \| \| \| \| Acanthaster planci \| \| \| \| |
|             | Acanthaster brevispinus                                                        |
|             |                                                                                |
|             | Acanthaster planci                                                             |
|             |                                                                                |

## Bildgalleri

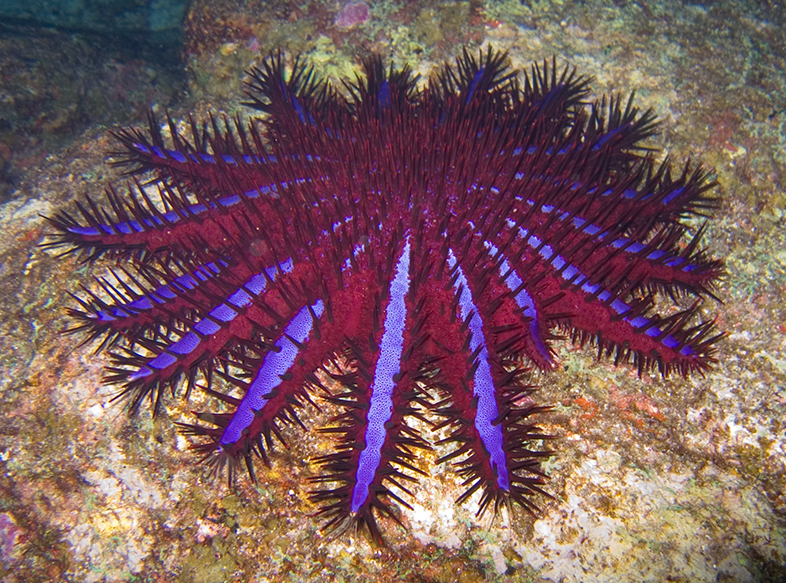